# Nada (canción de Zoé)
«Nada» es el segundo sencillo de la banda de rock alternativo Zoé desprendido de su disco Reptilectric. La canción se dio a conocer a principios del 2009, subiendo rápidamente a las primeras posiciones en los conteos de radiodifusoras y cadenas de televisión musicales. A la fecha, se mantiene como una de las canciones más exitosas de la banda.

## Videoclip
El vídeo fue rodado en Valle de Santiago en el estado de Guanajuato en el cráter Rincón de Parangueo, locación que requirió de una detallada logística para la banda el día de la grabación. Al respecto, Rodrigo Guardiola, baterista de la agrupación comentó:

Decidimos hacer el viaje a Valle de Santiago en la madrugada del 4 de febrero para filmar durante todo un día mientras la luz lo permitiera. Para llegar al punto exacto de la locación que es donde está el cráter, había que cruzar por un túnel de aproximadamente 1 kilómetro en oscuridad total usando linternas, antes de salir por la boca del túnel, un espacio verdaderamente estrecho. Esto ya le daba un toque especial a éste lugar y obviamente a la logística del vídeo, ya que tardaron más de 5 horas en llevar el equipo de filmación y los instrumentos para el playback atravesando por este filtro natural, esto se logró con la ayuda de muchos locales que se unieron a la producción haciendo de este día una experiencia única para todos

La dirección fue hecha por Chicle y fue él quién encontró que en Valle de Santiago, Guanajuato, existía un cráter cubierto por un mineral de color casi blanco que para propósitos de estética ayudaría mucho y haría de la locación un lugar menos reconocible. Nos gustó mucho la idea y el hecho de que nadie tuviera referencia de que algún otro videoclip hubiera sido filmado ahí. Esto también es algo raro hoy en día ya que se repiten muchos espacios y locaciones en producciones como esta."

## Otras versiones
Tiene una versión el álbum recopilatorio 01-10 con una colaboración con Enrique Bunbury.
Crearon una versión para su álbum en vivo MTV Unplugged/Música de fondo del 2011 donde contaron con la compañía de músicos como Chetes en el Teclado, Andrés Sánchez y Yamil Rezc en las Percusiónes y nuevamente con Enrique Bunbury.
Existen una versión en el álbum tributo a Zoé Reversiones cantada por el cantante Español Manuel Carrasco publicada en la plataforma YouTube el 26 de noviembre del 2020.

## Personal
Versión de Estudio
- León Larregui - Voz.
- Ángel Mosqueda - Bajo.
- Sergio Acosta - guitarra eléctrica.
- Jesús Báez - teclados.
- Rodrigo Guardiola - Batería.
- Nick McCarthy - guitarras adicionales.

En la versión del Unplegged
- León Larregui - Dueto.
- Enrique Bunbury - Dueto.
- Ángel Mosqueda - Bajo.
- Sergio Acosta - guitarra acústica.
- Jesús Báez - Piano.
- Rodrigo Guardiola - batería, percusión.
- Chetes - teclado.
- Andrés Sánchez -  Percusiónes
- Yamil Rezc -  Percusiónes

## Posicionamientos
| Posicionamientos (2009)   | Máxima Posición |
| ------------------------- | --------------- |
| Los 40 Principales México | 3               |
| MTV Los Diez Más Pedidos  | 1               |
| México Top 100            | 5               |